# Приморско Ахтарск
Приморско Ахтарск (рус. Приморско-Ахтарск) град је на југозападу европског дела Руске Федерације. Налази се у северозападном делу Краснодарске покрајине и административно припада њеном Приморскоахтарском рејону чији је уједно и административни центар.
Према подацима националне статистичке службе РФ за 2017, у граду је живело 31.925 становника.
На североисточној периферији града налази се мањи војни аеродром Ваздухопловних јединица РФ.

## Географија
Град Приморско Ахтарск се налази у северозападном делу Краснодарске покрајине на неких 151 km северозападно од покрајинског административног центра Краснодара. Град се налази на обали Азовског мора, односно његовог Ахтарског залива, на крајњем западу ниске и простране Кубањско-приазовске степе. Централни део града лежи на надморској висини од 2 метра.
Налази се у прелазној зони од умереноконтиненталне ка субмедитеранској клими која се одликује благим и влажним зимама и доста топлим и сувим летима. Снежни покривач се током зимског дела године кратко задржава на тлу, а јануарски просек температура ваздуха је око −0,8°C. Јулски просек температура ваздуха је 24,6°C. Просечна влажност ваздуха на годишњем нивоу је око 75%. Годишњи број сунчаних дана је у просеку око 235, док је 133 дана са кишним падавинама. Купалишна сезона траје од маја до септембра и у том периоду температуре морске воде крећу се у вредностима између 19°C и 25°C.
| Температура |       |         |        |         |          |          |          |          |          |         |        |         |
|             | 2,3−3 | 3,3−3,3 | 8,61,1 | 16,37,7 | 22,413,4 | 26,318,1 | 29,220,5 | 28,919,6 | 23,414,4 | 16,48,4 | 8,82,5 | 3,7−1,5 |
|             | јан   | феб     | мар    | апр     | мај      | јун      | јул      | авг      | сеп      | окт     | нов    | дец     |

| Падавине |     |     |     |     |     |     |     |     |     |     |     |     |
|          | 51  | 44  | 45  | 39  | 42  | 60  | 53  | 52  | 48  | 40  | 51  | 56  |
|          | јан | феб | мар | апр | мај | јун | јул | авг | сеп | окт | нов | дец |

| Температура |       |         |        |         |          |          |          |          |          |         |        |         |
|             | 2,3−3 | 3,3−3,3 | 8,61,1 | 16,37,7 | 22,413,4 | 26,318,1 | 29,220,5 | 28,919,6 | 23,414,4 | 16,48,4 | 8,82,5 | 3,7−1,5 |
|             | јан   | феб     | мар    | апр     | мај      | јун      | јул      | авг      | сеп      | окт     | нов    | дец     |

| Падавине |     |     |     |     |     |     |     |     |     |     |     |     |
|          | 51  | 44  | 45  | 39  | 42  | 60  | 53  | 52  | 48  | 40  | 51  | 56  |
|          | јан | феб | мар | апр | мај | јун | јул | авг | сеп | окт | нов | дец |

## Историја
Пре оснивања савременог насеља на његовом месту се налазило отоманско утврђење Ахтар Бахтар које је руска војска успела да заузме 1774. и на његовом месту подигне Ахтарски редут. На том подручју је убрзо основано и неколико мањих козачких поседа који су се 1854. ујединили у јединствено насеље које је добило име Ахтарски. Ахтарски хутор је 1900. административно реорганизован у козачку станицу и том приликом добија ново име Приморско Ахтарскаја.
Почетком ХХ века насеље почиње интензивније да се развија, саграђена је лука и бројни привредни објекти, те је станица 1922. проглашена за град. Међутим свега 4 године касније Приморско Ахтарск је поново деградиран на статус станице и на том административном статусу остаје све до 11. јануара 1949. када поново добија статус града.

## Демографија
Према подацима са пописа становништва 2010. у граду је живело 32.257 становника, док је према проценама за 2017. било 31.925 становника.
| 1939.  | 1959.  | 1970.  | 1979.  | 1989.  | 2002.  | 2010.  | 2017.  |
| ------ | ------ | ------ | ------ | ------ | ------ | ------ | ------ |
| 22.006 | 26.000 | 25.981 | 27.957 | 30.047 | 32.677 | 32.257 | 31.925 |

Према подацима из 2017. Кореновск се налазио на 484. месту међу 1.112 званичних градова Руске Федерације. Према подацима са пописа 2010. основу популације чинили су етнички Руси са уделом од око 93%, а најбројнија мањинска заједница били су Украјинци са око 3%.